# Szarów Księży
Szarów Księży – część wsi Szarów w Polsce, w województwie łódzkim, w powiecie poddębickim, w gminie Poddębice.
W latach 1975–1998 miejscowość położona była w województwie sieradzkim.